# Orgoglio di coniglio
Orgoglio di coniglio  (Rebel Rabbit) è un film del 1949 diretto da Robert McKimson. È un cortometraggio d'animazione della serie Merrie Melodies, uscito negli Stati Uniti il 9 aprile 1949.

## Trama
Bugs Bunny nota taglie elevate per la cattura di vari animali, ma poi si offende per quella di soli due centesimi sui conigli. Bugs si fa quindi spedire a Washington, dove l'assessore alla caccia gli spiega che la taglia è così bassa perché i conigli sono innocui. Bugs giura di dimostrare che un coniglio può essere estremamente fastidioso, e inizia una campagna di azione diretta in cui, tra le altre cose, dipinge delle strisce da palo del barbiere sul monumento a Washington, ricabla le luci di Times Square facendo apparire la scritta "Bugs Bunny è stato qui", chiude le cascate del Niagara, rivende l'intera isola di Manhattan ai nativi americani, divide la Florida dal resto degli Stati Uniti con una sega, ruba tutte le chiuse del canale di Panama, interra il Grand Canyon e annoda letteralmente i binari della ferrovia.
Un indignato senatore del sud parla davanti al Congresso degli Stati Uniti e chiede che prendano provvedimenti contro Bugs, ma viene interrotto dal coniglio che emerge dal suo cappello e lo prende in giro. Vengono quindi mostrate riprese in live action dell'intero Dipartimento della guerra che si mobilita contro Bugs; quest'ultimo è ora soddisfatto della taglia da un milione sulla sua testa, ma viene immediatamente attaccato dall'esercito e rinchiuso nella prigione di Alcatraz, e si rende conto di aver esagerato.

## Distribuzione

### Edizione italiana
La prima edizione italiana del film fu trasmessa direttamente in televisione negli anni ottanta; il doppiaggio fu eseguito dalla Effe Elle Due e diretto da Franco Latini su dialoghi di Maria Pinto. Nei primi anni 2000 il corto fu ridoppiato, nuovamente per la trasmissione televisiva, dalla Time Out Cin.ca sotto la direzione di Massimo Giuliani, su dialoghi di Susanna e Leonardo Piferi. Non essendo stata registrata una colonna internazionale, in entrambi i casi fu sostituita la musica presente durante i dialoghi.

### Edizioni home video

#### Laserdisc
- Hare Beyond Compare: 14 More Bugs Bunny Classics (18 maggio 1994)

#### DVD
Il corto fu pubblicato in DVD-Video in America del Nord nel primo disco della raccolta Looney Tunes Golden Collection: Volume 3 (intitolato Bugs Bunny Classics) distribuita il 25 ottobre 2005.